# خطوة إلى الأمام، خطوتان للخلف
خطوة إلى الأمام، خطوتان للخلف - الأزمة في حزبنا (Шаг вперёд, два шага назад) هو كتاب بقلم لينين نشر في مايو  1904. فيه يدافع لينين عن دوره في المؤتمر الثاني لحزب العمال الاشتراكي الديمقراطي الروسي، الذي عقد في بروكسل ولندن 30 يوليو - 23 أغسطس 1903. يدرس لينين الظروف التي أدت إلى انشقاق في الحزب بين جناح بلشفي ("الأغلبية") بقيادته وجناح منشفي ("الأقلية") بقيادة يوليوس مارتوف.